# 西本貴信
西本 貴信（にしもと たかのぶ、1967年7月29日 - ）は日本の作家、ファッションプロデューサー。大阪府大阪市出身。

## 来歴・人物
22歳で渡米し、映画やドラマのスタイリストとして活動開始。
帰国後、ファッションプロデューサーとしてブランドディレクション等に携わり、百貨店スタイリスト、養成塾運営のほかに、大手スタイリスト事務所のエグゼクティブプロデューサーを歴任。その後、大学や専門学校での講師活動を経て、2013年より1時間1,000円で何でも依頼を受ける「おっさんレンタル」を開始し話題となる。
自らを1時間1,000円でレンタルする傍ら、本業のファッションプロデューサーとして、個人顧客のトータルファッションコーディネートや企業のビジネスコンサルなど、独自の企画センスで請負う「トータルプランナー」としての顔ももち、「おっさんレンタル」での経験をもとに悩める女子に独自のおっさん目線でアドバイスする恋愛コラムを連載。
2014年には、レンタル依頼数、年間400人を超えた「おっさんレンタル」サービスでの体験談を綴った『「おっさんレンタル」日記』（大和書房）を発表。
現在も「おっさんレンタル」サービスを本業と並行して続け、2015年現在、レンタル数も1,000件を超え、話題の人物として、テレビやラジオなどのメディアにも度々出演している。

## おっさんレンタル
おっさんレンタルは、大阪市出身の西本貴信氏によって2012年に創業された、“おっさん“をレンタルするサービスである。レンタル料は１時間1000円から。利用者の約8割を女性が占めている。年間の利用者に関して正確な統計はないが、西本貴信氏がある対談で「今日だけで25件の依頼がある」と発言していたため、単純計算で年間10000件近い依頼があることになる。

### 創業理由
おっさんレンタルの創業理由として、「おっさんにはあまりいいイメージがないことを感じ、そして実際に自分がおっさんの年齢になったときに強烈な風当たりの強さを感じた。マイナスイメージのあるおっさんがお礼を言われる機会を作ったら、おっさんはいいものなんだとピールできるのではないか、と思った。」と西本氏は語っている。

### 採用とトラブル
おっさんレンタルで働くための条件として、一度でもおっさんと呼ばれたことがある、というものがある。それを満たして応募したおっさんは面接をして、そこで採用の合否が決められる。採用されたおっさんは年会費6万円を払って登録し、レンタル料はすべておっさんに入るようになっている。また自分自身による応募だけでなく、人気おっさんからの他薦での採用もある。現在在籍中のおっさんには、仕事を定年退職した人、現役の会社員の人、元アナウンサーや芸能人、大学教授などもいる。また、女性利用者が多いとなると、トラブルが多くなるように思われるが、公序良俗に反する依頼や営利目的の依頼は禁止しているため、実際にトラブルは多くない。しかし、「説教くさかった」、「上から目線だった」など、依頼者からいわゆる“お叱り”を受けることはある。3回以上お叱りを受けたおっさんは解雇となるが、解雇されたおっさんはいない。

### 依頼内容
依頼内容は多岐にわたっているが、基本的には相談相手が多い。見ず知らずの他人で、なおかつおっさんであることから、周囲の知人に話しづらい内容（不倫や浮気など人間関係にかかわるもの）について話すことが多い。また、人生の先輩ということから、転職、進路に関わる相談もある。その他には、雑談、愚痴聞き、飲食同行、スポーツ観戦、部屋の片付け、キャンプ同行、論文の添削、ドライブ、ライブの同行、観光案内、粗大ゴミ出し、ペットの散歩、チケットの代理購入などがある。また、YouTubeのモデル、海外ミュージシャンのプロモーションに出た”おっさん“もいる。

### 関連作品
- コミケにて「おっさんレンタル」で売り子をお願いした話 (バンブーコミックス エッセイセレクション)
- ザ・ファブル The second contact（主人公のセカンドキャリアとして、ザ・レンタルおっちゃんが登場する）

## 作品リスト

### エッセイ
- 「おっさんレンタル」日記（2014/12）